# 2005 en bande dessinée
| Années de la bande dessinée : 2002 - 2003 - 2004 - 2005 - 2006 - 2007 - 2008    |
| Décennies de la bande dessinée : 1970 - 1980 - 1990 - 2000 - 2010 - 2020 - 2030 |

Cet article présente les faits marquants de l'année 2005 en bande dessinée.

## Événements
- 1er janvier : Lancement du blog de Frantico.
- 21 janvier : Selon une étude de l'institut GfK, les ventes de BD en 2004 sont en hausse de plus de 13 % en France par rapport à 2003 : 43,3 millions d'exemplaires, soit un livre sur huit vendus dans l'Hexagone.
- Du 27 au 30 janvier : 32e Festival international de la bande dessinée d'Angoulême : Festival d'Angoulême 2005
- Du 10 au 14 mars : Les 5 jours BD de Grenoble organisés par Mosquito (maison d'édition)
- Les 21 et 22 avril : 12e Festival de bande dessinée de Perros-Guirec.
- Mai : publication du numéro 3500 du journal de Spirou
- Du 17 au 19 juin : Festival Sierre secoue la BD (avec en vedette Tom Tirabosco)
- Du 26 au 28 août : 17e Festival de Solliès-Ville.
- Du 2 au 4 septembre : Festival international de bande dessinée de Lausanne (BD-FIL).
- Les 10 et 11 septembre : 6e édition du Festival BD d'Arlon
- Du 17 septembre au 9 octobre : Wavre Premières Rencontres internationales de la Bande dessinée et du Dessin de Presse en Brabant wallon (Belgique)
- Du 28 au 30 octobre : Quai des Bulles - Festival de la bande dessinée et de l'image projetée (Saint-Malo)
- 31 décembre : mort de Maurice Dodd
- Aux États-Unis, DC lance en réponse au label "Ultimate" de Marvel, le label All-Star qui doit présenter de aventures "iconiques" des plus héros DC par des auteurs en vue. DC a également actualisé son logo.

## Meilleures ventes en France
1. Astérix Tome 33 : Le ciel lui tombe sur la tête par Uderzo : 1 305 300 exemplaires
2. XIII Tome 17 : L'Or de Maximilien par Van Hamme et Vance chez Dargaud : 247,300 exemplaires
3. Largo Winch Tome 14 : La Loi du dollar par Van Hamme et Francq chez Dupuis : 225,300 exemplaires
4. Le Petit Spirou Tome 12 : C'est du joli ! par Tome et Janry chez Dupuis : 178,800 exemplaires
5. Le Chat Tome 13 : Le chat à encore frappé par Geluck : 159,900 exemplaires
6. Kid Paddle Tome 10 : Dark, j'adore ! par Midam chez Dupuis : 155,900 exemplaires
7. Lanfeust des Étoiles Tome 5 : La Chevauchée des bactéries par Arleston et Tarquin chez Soleil Productions : 155,600 exemplaires
8. Boule et Bill Tome 30 : La Bande à Bill par Laurent Verron : 144,400 exemplaires
9. Titeuf : Petite poésie des saisons, par Zep chez Glénat : 120,500 exemplaires
10. Trolls de Troy Tome 8 : Rock'n'troll attitude par Arleston et Mourier chez Soleil Productions : 119,300 exemplaires

## Nouveaux albums
Voir aussi : Albums de bande dessinée sortis en 2005

### Franco-belge
| Sortie      | Titre                                                                                      | Scénariste                            | Dessinateur                  | Coloriste          | Éditeur                 |
| ----------- | ------------------------------------------------------------------------------------------ | ------------------------------------- | ---------------------------- | ------------------ | ----------------------- |
| 5 janvier   | Les Tuniques bleues Tome 48 : Arabesque                                                    | Cauvin                                | Lambil                       |                    | Dupuis                  |
| 26 janvier  | Bob et Bobette Tome 286 : Le Flutiste farfelu                                              | Peter Van Gucht                       | Luc Morjaeu                  |                    | Erasme                  |
| janvier     | Notes pour une histoire de guerre                                                          | Gipi                                  |                              |                    | Actes Sud               |
| janvier     | Adieu, maman                                                                               | Paul Hornschemeier                    |                              |                    | Actes Sud               |
| janvier     | Substance profonde et autres nouvelles                                                     | Batia Kolton                          |                              |                    | Actes Sud               |
| janvier     | Énergies bloquées                                                                          | Rutu Modan                            |                              |                    | Actes Sud               |
| janvier     | Enchaînés Tome 2 : Le Corrupteur                                                           | Joël Callède                          | Gihef                        |                    | Vents d'Ouest           |
| janvier     | Tard dans la nuit Tome 2 : Ménage de printemps                                             | JDjian                                | VoRo                         |                    | Vents d'Ouest           |
| février     | Le Cycle de Cyann Tome 3 : Aïeïa d'Aldaal                                                  | Claude Lacroix                        | François Bourgeon            |                    | Vents d'Ouest           |
| février     | Jim Étui Jim : Nos Pires Fêtes Foireuses + Tous mes Vrais Amis                             | Fredman, Jim                          |                              |                    | Vents d'Ouest           |
| février     | Lili Tome 25 : Lili reporter photographe                                                   | Paulette Blonay                       | Al Gérard                    |                    | Vents d'Ouest           |
| février     | Valentine Tome 1 : Elle et décoloration                                                    | Anne Guillard                         |                              |                    | Vents d'Ouest           |
| 9 mars      | Koma Tome 3 : Comme dans les Westerns                                                      | Pierre Wazem                          | Frederik Peeters             | Albertine Ralenti  | Les Humanoïdes Associés |
| avril       | Spaghetti Brothers Tome 7                                                                  | Carlos Trillo                         | Domingo Mandrafina           |                    | Vents d'Ouest           |
| avril       | Arrivederci amore Tome 2 : La Fin du match                                                 | Massimo Carlotto, Luca Crovi          | Andrea Mutti                 |                    | Vents d'Ouest           |
| avril       | Pacush Blues Tome 12 : Autopsie de mondes en déroute                                       | Ptiluc                                |                              |                    | Vents d'Ouest           |
| avril       | Tuning Maniacs Tome 1                                                                      | Patrice Perna                         | Henri Jenfèvre               |                    | Vents d'Ouest           |
| avril       | Psycho Park Tome 6 : Le voyage transdimensionnel                                           | Frank Cho                             |                              |                    | Vents d'Ouest           |
| avril       | Algernon Woodcock Tome 4 : Sept Cœurs d'Arran - seconde partie                             | Mathieu Gallié                        | Guillaume Sorel              |                    | Delcourt                |
| mai         | Lili Tome 26                                                                               | Paulette Blonay                       | Al Gérard                    |                    | Vents d'Ouest           |
| mai         | Extrême orient Tome 2 : He Sao                                                             | Franck Bourgeron                      |                              |                    | Vents d'Ouest           |
| mai         | Aven Tome 1 : Les Lois de l'attraction                                                     | Stefan Astier                         | Laurent Astier               |                    | Vents d'Ouest           |
| mai         | Le Meilleur de Pif gadget                                                                  | collectif                             |                              |                    | Vents d'Ouest           |
| mai         | Chimères Tome 2 : Athena                                                                   | Thomas Mosdi                          | Béhé                         |                    | Vents d'Ouest           |
| mai         | Lupus Tome 4 : Volume 4                                                                    | Frederik Peeters                      | Frederik Peeters             |                    | Atrabile                |
| juin        | Le Maître & Marguerite                                                                     | Askold Akishine                       | Misha Zaslavsky              |                    | Actes Sud               |
| juin        | Cité de verre                                                                              | Paul Auster                           | Paul Karasik                 | David Mazzucchelli | Actes Sud               |
| juin        | Spaghetti Brothers Tome 8                                                                  | Carlos Trillo                         | Domingo Mandrafina           |                    | Vents d'Ouest           |
| juin        | Le Meilleur du « Tour de France » de René Pellos                                           | Jean-Michel Linfort, Jean-Paul Tibéri | René Pellos                  |                    | Vents d'Ouest           |
| juin        | Jim Le Désir                                                                               | Jim                                   |                              |                    | Vents d'Ouest           |
| juin        | Les Cyclistes Tome 1                                                                       | Laurent Panetier                      | Cédric Ghorbani              |                    | Vents d'Ouest           |
| juin        | L'Aigle sans orteils                                                                       | Christian Lax                         | Lax                          | Lax                | Dupuis - Aire Libre     |
| août        | Le Médecin malgré Lui                                                                      | Virginie Cady                         | Laurent Percelay             | Kawaï studio       | Vents d'Ouest           |
| août        | Spoon et White Tome 1 : Requiem pour dingos                                                | Jean Léturgie, Yann                   | Simon Léturgie               |                    | Vents d'Ouest           |
| août        | Outre tombe Tome 2 : Loup y es-tu?                                                         | Jean Léturgie, Simon Léturgie         | Richard Di Martino           |                    | Vents d'Ouest           |
| août        | Les Précieuses ridicules                                                                   | Simon Léturgie                        |                              |                    | Vents d'Ouest           |
| août        | Spoon et White Tome 3 : Niaq micmac                                                        | Jean Léturgie, Yann                   | Simon Léturgie               |                    | Vents d'Ouest           |
| août        | Spoon et White Tome 2 : À gore et à cri                                                    | Jean Léturgie, Yann                   | Simon Léturgie               |                    | Vents d'Ouest           |
| août        | Lili Tome 27 : Lili dans la jungle                                                         | Paulette Blonay                       | Al Gérard                    |                    | Vents d'Ouest           |
| août        | La Farce du Cuvier                                                                         | Simon Léturgie                        |                              |                    | Vents d'Ouest           |
| août        | Fantômes blancs Tome 1 : Maison rouge                                                      | Appollo                               | Li-An                        |                    | Vents d'Ouest           |
| août        | Spoon et White Tome 4 : Spoon Finger                                                       | Jean Léturgie, Yann                   | Franck Isard, Simon Léturgie |                    | Vents d'Ouest           |
| septembre   | Purgatoire Livre 3                                                                         | Christophe Chabouté                   |                              |                    | Vents d'Ouest           |
| septembre   | Lune d'argent sur Providence Tome 1                                                        | Éric Hérenguel                        |                              |                    | Vents d'Ouest           |
| septembre   | Le Monde perdu de Maple White Tome 2                                                       | Patrick Deubelbeiss                   |                              |                    | Vents d'Ouest           |
| septembre   | Inner City Blues Tome 3 : Yaphet Kotto                                                     | Fatima Ammari-B                       | Brüno                        |                    | Vents d'Ouest           |
| septembre   | Les Voisins Tome 1                                                                         | Beka, Bloz                            |                              |                    | Vents d'Ouest           |
| septembre   | Spoon et White Tome 6                                                                      | Jean Léturgie, Yann                   | Simon Léturgie               |                    | Vents d'Ouest           |
| septembre   | L'Effaceur Tome 4 : Devise nº4                                                             | Hervé Richez                          | Henri Jenfèvre               |                    | Vents d'Ouest           |
| septembre   | C'est qui le boss ? Tome 2                                                                 | Jean Louis Le Hir                     |                              |                    | Vents d'Ouest           |
| 1er octobre | Les Aventures de Vick et Vicky - Tome 11 - Sur les Terres des Pharaons 1re partie : La Clé | Bruno Bertin                          | Bruno Bertin                 | Studio Vicky       | Éditions P'tit Louis    |
| 24 octobre  | Carnets de Lettonie                                                                        | Christophe Blain                      | Christophe Blain             |                    | Casterman               |
| 24 octobre  | Le Chat Tome 13 : Le Chat a encore frappé                                                  | Philippe Geluck                       | Philippe Geluck              |                    | Casterman               |
| 24 octobre  | Carnets polaires                                                                           | Christophe Blain                      | Christophe Blain             | Christophe Blain   | Casterman               |
| 24 octobre  | Bonne Santé                                                                                | Charles Masson                        |                              |                    | Casterman               |
| 24 octobre  | Bang ! : Bang! Spécial manga                                                               | Collectif                             |                              |                    | Casterman               |
| 24 octobre  | Carnets d'Orient Tome 8 : La fille du Djebel Amour                                         | Jacques Ferrandez                     |                              |                    | Casterman               |
| octobre     | Spaghetti Brothers Tome 9                                                                  | Carlos Trillo                         | Domingo Mandrafina           |                    | Vents d'Ouest           |
| octobre     | La Cuisine du Diable Tome 2 : Le Festin des Monstres                                       | Damien Marie                          | Karl T.                      |                    | Vents d'Ouest           |
| octobre     | Points de vue                                                                              | Peter Kuper                           |                              |                    | Çà et là                |
| octobre     | A Strange Day                                                                              | Damon Hurd                            | Tatiana Gill                 |                    | Çà et là                |
| octobre     | Le Meilleur des pieds nickelés Tome 4                                                      | René Pellos                           |                              |                    | Vents d'Ouest           |
| 2 novembre  | Alix Tome 24 : Roma, Roma…                                                                 | Raphaël Moralès, Jacques Martin       |                              |                    | Casterman               |
| 10 novembre | Le Terrain vague                                                                           | Hideji Oda                            |                              |                    | Casterman               |
| 10 novembre | India Dreams : Trois femmes (Hors série)                                                   | Maryse Charles, Jean-François Charles |                              |                    | Casterman               |
| 10 novembre | Les Voyages de Lefranc : L'Aviation - De 1914 à 1918 (t.2)                                 | Jacques Martin, Frédéric Legrain      |                              |                    | Casterman               |
| 18 novembre | Mon voisin le père Noël                                                                    | Béatrice Tillier, Philippe Bonifay    |                              |                    | Casterman               |
| novembre    | Peine perdue                                                                               | Catherine Doherty                     |                              |                    | Çà et là                |
| novembre    | Spaghetti Brothers Tome 10                                                                 | Carlos Trillo                         | Domingo Mandrafina           |                    | Vents d'Ouest           |
| novembre    | Les Contes de Grimm                                                                        | Hallgrimur Helgason                   |                              |                    | Actes Sud               |
| novembre    | Des chiens, de l'eau                                                                       | Anders Nilsen                         |                              |                    | Actes Sud               |
| novembre    | Slow News Day                                                                              | Andi Watson                           |                              |                    | Çà et là                |
| novembre    | Petites Créatures                                                                          | Pentti Otsamo                         |                              |                    | Çà et là                |
| novembre    | Tous les défauts des mecs Tome 2                                                           | Jim (auteur de bandes dessinées)      | Fredman                      |                    | Vents d'Ouest           |
| novembre    | Le Meilleur de Bibi Fricotin                                                               | Pierre Lacroix                        |                              |                    | Vents d'Ouest           |
| novembre    | Les Pauvres Aventures de Jérémie Tome 3 : Le Rêve de Jérémie                               | Riad Sattouf                          | Riad Sattouf                 | Walter             | Dargaud                 |
| 2 décembre  | Extra Muros Tome 3 : L'Apprenti sorcier                                                    |                                       |                              |                    | Casterman               |
| décembre    | Joe Bar Team Tome 1                                                                        | Bar2, Fane                            |                              |                    | Vents d'Ouest           |
| ?           | Nelson Tome 3 : Calamité à plein temps                                                     | Christophe Bertschy                   | Christophe Bertschy          |                    | Dupuis                  |
| ?           | Soda Tome 12 : Code APOCALYPSE                                                             | Bruno Gazzotti                        | Philippe Tome                |                    | Dupuis                  |
| ?           | Les Gosses Tome 7 : C'est quand qu'on mange ?!                                             | Carabal                               | Carabal                      |                    | Dupuis                  |
| ?           | Monsieur Mardi-Gras Descendres Tome 3 : Le Pays des larmes                                 | Liberge                               | Liberge                      |                    | Dupuis                  |
| ?           | Makabi Tome 3 : Voir le diable                                                             | Neuray                                | Brunschwig                   |                    | Dupuis                  |
| ?           | Les Gosses Tome 6 : Ch'ais pas quoi faire !                                                | Carabal                               | Carabal                      |                    | Dupuis                  |
| ?           | Théodore Poussin Tome 12 : Les Jalousies                                                   | Frank Le Gall                         | Frank Le Gall                |                    | Dupuis                  |
| ?           | Les Psy Tome 12 : Je suis moche !                                                          | Bédu                                  | Cauvin                       |                    | Dupuis                  |
| ?           | Luna Almaden Tome 1 : Luna Almaden                                                         | Clarke                                | Denis Lapière                |                    | Dupuis                  |
| ?           | Les Gosses Tome 8 : C'est qui qu'a prouté ?                                                | Carabal                               | Carabal                      |                    | Dupuis                  |
| ?           | Tout Sammy Tome 7 : Drôle de cirque pour les Gorilles                                      | Berck                                 | Cauvin                       |                    | Dupuis                  |
| ?           | Les Femmes en blanc Tome 26 : Opération en bourse                                          | Bercovici                             | Cauvin                       |                    | Dupuis                  |
| ?           | Pandora box Tome 2 : La Paresse                                                            | Radovanovic                           | Alcante                      |                    | Dupuis                  |
| ?           | Pandora box Tome 1 : L'Orgueil                                                             | Pagot                                 | Alcante                      |                    | Dupuis                  |
| ?           | Salvatore Tome 1 : Transports amoureux                                                     | Nicolas De Crécy                      | Nicolas De Crécy             |                    | Dupuis                  |
| ?           | Les Gosses Tome 4 : C'est trop bien !                                                      | Carabal                               | Carabal                      |                    | Dupuis                  |
| ?           | Parker Badger Tome 3 : Passage de blaireaux                                                | Cuadrado                              | Cuadrado                     |                    | Dupuis                  |
| ?           | Tamara Tome 3 : Tout est bon dans le garçon !                                              | Christian Darasse                     | Zidrou                       |                    | Dupuis                  |
| ?           | Wondertown Tome 1 : Bienvenue à Wondertown                                                 | Benoît Feroumont                      | Fabien Vehlmann              |                    | Dupuis                  |
| ?           | Pierre Tombal Tome 22 : Ne jouez pas avec la mort !                                        | Marc Hardy                            | Cauvin                       |                    | Dupuis                  |
| ?           | Du côté de chez Poje Tome 16 : La Bière et la bête                                         | Louis-Michel Carpentier               | Cauvin                       |                    | Dupuis                  |
| ?           | Chroniques absurdes Tome 3 : Un monde barbare                                              | Miguelanxo Prado                      | Miguelanxo Prado             |                    | Dupuis                  |
| ?           | Jérôme K. Jérôme Bloche Tome 18 : Un petit coin de paradis                                 | Alain Dodier                          | Alain Dodier                 |                    | Dupuis                  |
| ?           | Central Park Tome 1 : Central Park                                                         | Durieux                               | Cornette                     |                    | Dupuis                  |
| ?           | Cupidon Tome 17 : Amour en cage                                                            | Malik                                 | Cauvin                       |                    | Dupuis                  |
| ?           | Aria Tome 27 : Chant d'étoile                                                              | Michel Weyland                        | Michel Weyland               | Nadine Weyland     | Dupuis                  |
| ?           | Lola Cordova                                                                               | Arthur Qwak                           | Arthur Qwak                  | Arthur Qwak        | Casterman               |
| ?           | Incognito Tome 1 : Victimes parfaites                                                      | Grégory Mardon                        | Grégory Mardon               |                    | Dupuis                  |
| ?           | Billy the Cat Tome 9 : Monsieur Papa                                                       | Peral                                 | Desberg                      | Janssens           | Dupuis                  |
| ?           | Le Vol du corbeau Tome 2                                                                   | Jean-Pierre Gibrat                    | Jean-Pierre Gibrat           |                    | Dupuis                  |
| ?           | Jessica Blandy Tome 9 : Satan, mon frère                                                   | Renaud                                | Dufaux                       |                    | Dupuis                  |
| ?           | Le Chant des baleines Tome 1: Le Chant des baleines                                        | Edmond Baudoin                        | Edmond Baudoin               |                    | Dupuis                  |
| ?           | Jessica Blandy Tome 10 : Satan, ma déchirure                                               | Renaud                                | Jean Dufaux                  |                    | Dupuis                  |
| ?           | Parcours Pictural                                                                          | Greg Shaw                             |                              |                    | Atrabile                |
| ?           | La Fille du Yukon Tome 1 : Les Escaliers d'or                                              | Radovic                               | Thirault                     |                    | Dupuis                  |
| ?           | L'Épervier Tome 6 : Les Larmes de Tlaloc                                                   | Patrice Pellerin                      | Patrice Pellerin             |                    | Dupuis                  |
| ?           | Jessica Blandy Tome 8 : Sans regret, sans remords…                                         | Renaud                                | Jean Dufaux                  |                    | Dupuis                  |
| ?           | L'Assassin qui parle aux oiseaux Tome 1 : L'Assassin qui parle aux oiseaux                 | Jean-Claude Servais                   | Jean-Claude Servais          |                    | Dupuis                  |
| ?           | Les Démons d'Alexia Tome 2 : Stigma diabolicum                                             | Ers                                   | Dugomier                     |                    | Dupuis                  |
| ?           | Le Boss Tome 7 : Délocalisons !                                                            | Bercovici                             | Zidrou                       |                    | Dupuis                  |
| ?           | Le Chat du rabbin Tome 4 : Le Paradis terrestre                                            | Joann Sfar                            | Joann Sfar                   | Brigitte Findakly  | Dargaud                 |

### Comics
| Sortie      | Titre                                                             | Scénariste       | Dessinateur | Coloriste     | Éditeur      |
| ----------- | ----------------------------------------------------------------- | ---------------- | ----------- | ------------- | ------------ |
| 26 jan      | Conan le barbare 12                                               | Kurt Busiek      | Cary Nord   | Thomas Yeates | Albin Michel |
| 13 juillet  | Y : The Last Man, tome 5 : Ring of Truth (Alliance contre nature) | Brian K. Vaughan | Pia Guerra  |               | Vertigo      |
| 23 novembre | Y : The Last Man, tome 6 : Girl on Girl (Entre filles)            | Brian K. Vaughan | Pia Guerra  |               | Vertigo      |

### Mangas
| Sortie      | Titre                   | Scénariste        | Dessinateur    | Coloriste    | Éditeur           |
| ----------- | ----------------------- | ----------------- | -------------- | ------------ | ----------------- |
| ?           | Barbara                 | Osamu Tezuka      |                |              | Delcourt          |
| ?           | Blue Heaven             | Tsutomu Takahashi |                |              | Génération comics |
| ?           | Cornigule               | Takashi Kurihara  |                |              | Cornélius         |
| ?           | Dans la prison          | Kazuichi Hanawa   |                |              | Ego comme X       |
| 8 septembre | Fullmetal Alchemist T.1 | Hiromu Arakawa    | Hiromu Arakawa |              | Kurokawa          |
| ?           | Kirihito                | Osamu Tezuka      |                |              | Delcourt          |
| ?           | Gogo Monster            | Taiyō Matsumoto   |                |              | Delcourt          |
| ?           | Nouilles Tchajang       | Choi Kyu-sok      | Ahn Do-hyun    | Byun Ki-hyun | Kana              |
| ?           | Prince Norman           | Osamu Tezuka      |                |              | Cornélius         |
| 25 octobre  | Negima! T.1             | Ken Akamatsu      | Ken Akamatsu   |              | Pika Édition      |

## Décès
- 2 janvier : Frank Kelly Freas, dessinateur de science-fiction américain, 82 ans
- 3 janvier : Will Eisner, dessinateur de BD américain, 87 ans
- 30 janvier : Pierre Forget
- 31 janvier : Yutsuko Chusonji, dessinateur de BD japonais, 42 ans
- 5 avril : Dale Messick,auteur de comic strips, 99 ans
- 13 avril : Juan Zanotto
- 23 avril : Romano Scarpa, dessinateur et scénariste italien, 77 ans
- 25 avril : Go U-yeong, manhwaga né en Mandchourie, 66 ans
- 27 mai : Owen McCarron, auteur canadien
- 6 juin : Laurence Harlé, dessinatrice de BD française, 56 ans
- 17 juin : Charlie Schlingo, dessinateur de BD français, 49 ans
- 6 juillet : Paul Deliège, dessinateur de BD belge, 74 ans
- 19 juillet : Jim Aparo, dessinateur de comics, 72 ans
- 27 juillet : Marten Toonder, 93 ans
- 25 août : Pilamm, dessinateur de BD français, 76 ans
- 17 octobre : Tom Gill dessinateur de comics
- 30 décembre : Jean Ollivier, 81 ans. Il fut un des piliers de Vaillant et de Pif Gadget.
- décès de Ed Furness